# Гор, Джон
Сэр Джон Гор (англ. Sir John Gore, KCB, 9 февраля 1772, Ирландия — 21 августа 1836, Дэтчет, Букингемшир) — британский морской офицер; вице-адмирал Королевского военно-морского флота Великобритании.

## Биография
Джон Гор родился 9 февраля 1772 года в Ирландии в семье полковника Джона Гора.
В августе 1781 года он поступил в Королевский флот в качестве капитанского слуги. Через некоторое время был произведен в чин мичмана, а 26 ноября 1789 года в чин лейтенанта. Гор участвовал в морских сражениях против французского флота времен Французской революции и 24 мая 1794 года был произведен в чин коммандера, а 12 ноября того же года — в чин капитана.
Командуя 32-пушечным фрегатом «Медуза» (англ. HMS Medusa) капитан Гор участвовал 5 октября 1804 года в захвате испанского конвоя с золотом и серебром. Это событие послужило причиной объявления войны Испанией.
4 декабря 1813 года он был произведен в чин контр-адмирала, а 27 мая 1825 года — в чин вице-адмирала.
16 декабря 1831 года сэр Джон Гор был назначен главнокомандующим военно-морскими силами в Ост-Индии и оставался на этом посту до 30 мая 1834 года.
Сэр Джон Гор умер 21 августа 1836 года в Букингемшире.
Капитан Джон Гор упоминается в романе С. С. Форестера "Хорнблоуэр и «Отчаянный».

## Семья
15 августа 1808 года Джон Гор женился на Джорджине Монтегю (англ. Georgiana Montagu), дочери адмирала сэра Джорджа Монтегю (англ. Sir George Montagu). В браке родилось четверо детей:
- Джон Гор-младший (англ. John Gore);
- Джорджина Стюарт Гор (англ. Hon. Georgiana Stuart Gore);
- Энн Гор (англ. Anne Gore);
- Мэри Гор (англ. Maria Gore).